# Сибьерски, Антуан
Антуа́н Сибье́рски (англ. Antoine Sibierski; род. 5 августа 1974, Лилль) — французский футболист, выступавший на позициях полузащитника и нападающего.

## Биография

### Начало карьеры
Антуан родился в Лилле, где и начал выступать за местную команду. После четырёх лет проведённых в «Лилле», Сибьерски успел поиграть в «Осере» и «Нанте». В составе «Нанта» он дважды завоёвывал Кубок Франции. В том же году футболист перешёл в «Ланс», где за три года своего пребывания заслужил звание капитана.

### «Манчестер Сити»
В августе 2003 года Сибьерски перебрался в английский «Манчестер Сити», сумма трансфера составила 700 000 фунтов. Вместе с ним в команду перешли Стив Макманаман и Клаудио Рейна. В своём дебютном матче за горожан Антуан отметился забитым мячом в ворота «Чарльтона».
Лишь в 18 встречах из 33 проведённых на поле игрок выходил в стартовом составе. Однако он выступал во всех важных встречах того сезона и забил 7 мячей.
В сезоне 2005/2006 у игрока заканчивался контракт. В самом начале сезона Антуан получил место в основном составе в связи с травмой Эндрю Коула. Через некоторое время футболист вновь осел на скамейки запасных. Несмотря на это, он продлил соглашение с клубом ещё на один год.

### «Ньюкасл Юнайтед»
Сибьерски подписал контракт с «Ньюкасл Юнайтед» 31 августа 2006 года, за 2 часа 20 минут до закрытия трансферного окна. Срок соглашения был рассчитан один год. Некоторые поклонники сорок восприняли подписание француза как шутку, поскольку болельщики рассчитывали на куда более серьёзные приобретения. Ведь в прошлом межсезонье были подписаны Майкл Оуэн, Скотт Паркер и Эмре.
Дебют Сибьерски за «Ньюкасл» пришёлся на встречу Кубка УЕФА против эстонской «Левадии». Первый матч в Премьер-лиге за сорок состоялся 17 сентября против «Вест Хэм Юнайтед». А первый мяч за «Ньюкасл» был забит 7 ноября во встрече Кубка Лиги, против «Уотфорда». Антуан стал ключевой фигурой в тактической схеме «Ньюкасла». В Кубке УЕФА футболист провёл 7 встреч, в которых отличился 4 раза.
Он быстро завоевал любовь болельщиков. Из-за травм ведущих форвардов, в том числе и Майкла Оуэна, Антуан выступал на позиции нападающего, составляя атакующий дуэт вместе с нигерийцем Обафеми Мартинсом. Также, при использовании схемы 4-5-1, Сибьерски выступал в качестве атакующего полузащитника.
Несмотря на все успехи футболиста, «Ньюкасл» оказался не готов предложить Антуану контракт сроком на 2 года, на который тот рассчитывал. В то же время, предложение продлить контракт ещё на один год не устроило самого футболиста. По окончании контракта Сибьерски заявил, что навсегда останется болельщиком «Ньюкасла».

### «Уиган Атлетик»
4 июня 2007 года Антуан подписал контракт с «Уиганом» на правах сводного агента. Срок соглашения составил 2 года. В дебютной встрече, состоявшейся 11 августа 2007 года, Сибьерски забил мяч в ворота «Эвертона». Следующие 2 встречи Антуан провёл также результативно. Спустя некоторое время игрок получил травму, но после того как залечил её, так и не смог достичь оптимальных кондиций и набрать нужную форму.
1 сентября 2008 года Сибьерски перешёл в «Норвич Сити» на правах аренды. В дебютной встрече, состоявшейся 13 сентября против «Плимута», футболист забил победный мяч в ворота соперника. Тем не менее, в январе 2009 года Антуан вернулся в «Уиган». В конце сезона 2008/09 «Уиган» не предложил футболисту новый контракт, а сам игрок принял решение завершить карьеру.

## Достижения
- «Нант»:
  - Обладатель Кубка Франции: 1998/99, 1999/00
  - Обладатель Суперкубка Франции: 1999
- «Ньюкасл Юнайтед»:
  - Победитель Кубка Интертото: 2006

## Личная жизнь
Бывший партнёр Антуана по «Лиллю» Фредерик Динделе, был шафером на его свадьбе. Его жену зовут Изабель. У супругов трое детей: две дочери и сын. Старшая дочь Антуана, Сибилл, покончила с собой 1 февраля 2010 года. Позже было установлено, что в её крови содержались следы кетамина, мефедрона и алкоголя.
По окончании футбольной карьеры Антуан стал футбольным агентом.